# Хипомагнеземија
Хипомагнеземија је метаболички поремећај у промету електролита] у којем постоји низак ниво магнезијума у крви. И док се нормални ниво магнезијума у крви крећу између 1.7–2.2 mg/dL у хипомагнеземији ниво магнезијума је испод 1,7 mg/dL (0.7 mmol/L).
Симптоми укључују тремор, нистагмус, епилептидне нападе и срчани застој.
Нормални нивои магнезијума су између 1,7–2,2 mg/dL
Узроци хипомагнеземије укључују алкохолизам, гладовање, пролив, повећано излучивање мокраће и његове слабе апсорпција из црева.
За појаву хипомагнеземије није нужан предуслов дефицијент магнезијума у телу, јер се хипомагнеземија може јавити и без дефицита магнезијума и обрнуто, са различитим електрокардиограмским (ЕКГ) променама.

## Физиологија
Код здравих одраслих оособа, ниво магнезијума у серуму креће се од 0,6—1,1 mmol/L. Приближно 30% укупног магнезијума у плазми везано је за протеине и у комплексу са фосфатима и цитратима, док се приближно 70% магнезијума може филтрирати кроз вештачке мембране (15% комплексних и 55% слободних Мг2+ јона).
Релативно мало се зна о физиолошким механизмима транспорта магнезијума у ћелијама.
Улога магнезијума у организму
- Магнезијум је секундарни најважнији интрацелуларни катјон.
- Активација коензима који су неопходни за метаболизам угљених хидрата и протеина (кофактор за више од 260 ензима (АТП-аза - На-К АТП-аза; Ца АТП-аза)
- Синтеза протеина
- Синтеза нуклеинских киселина
- Регулација јонских канала: преко процеса регулације интраћелијске концентрације K+и Ca++
- Игра есенцијалну улогу у неуротрансмисији, функцији срца и неуромишићним активностима

Излучивање магнезијума из организма
Са брзином гломеруларне филтрације (ГФР) од око 150 L на дан и ултрафилтрационом концентрацијом магнезијума од 14 mg/ L, филтрирано оптерећење магнезијумом износи приближно 2.100 mg дневно.
Нормално, само 3% филтрираног магнезијума се јавља у мокраћи; тако да 97% магнезијума реапсорбује у бубрежним тубулима. За разлику од натријума и калцијума, само приближно 25-30% филтрираног магнезијума се поново апсорбује у проксималном тубулу. Приближно 60-65% филтрираног магнезијума поново се апсорбује у узлазном делу Хенлеове петље, а 5% се реапсорбује у дисталном делу нефрон.

## Основне поставке о хипомагнеземији
Нарушен ниво магнезијума, попут хипомагнеземије, може довести до поремећаја у скоро сваком органском систему и изазвати потенцијално фаталне компликације (нпр аритмију комора срца, вазоспазам коронарне артерије, изненадну смрт). Упркос добро препознатој важности магнезијума, ниски и високи нивои се могу јавити код болесника на терапији, због чега се магнезијум повремено називао "заборављеним катјоном".
Магнезијум је други најугроженији интрацелуларни катјон и, укупно, четврти најугроженији катјон у организму човека.
Магнезијум има кључну улогу у многим функцијама ћелије, које укључују:
- пренос, складиштење и употребу енергије
- метаболизам протеина, угљених хидрата и масти;
- Одржавање нормалне функције ћелијске мембране
- регулацију секреције паратиродних хормона.
- Системски, магнезијум смањује крвни притисак и мења периферни васкуларни отпор
- Скоро сви ензимски процеси који користе фосфор као извор енергије захтевају магнезијум за сопствену активацију.
- Магнезијум је укључен у скоро сваки ниво биохемијског метаболизма (нпр синтезе ДНК и протеина, гликолизу, оксидативну фосфорилацију).
- Скоро сви ензими укључени у реакције са фосфором (нпр аденозин трифосфатаза [АТПаза]) захтевају магнезијум за активацију.
- Магнезијум служи као молекуларни стабилизатор РНК, ДНК и рибозома, јер се магнезијум везује за аденозин трифосфат (АТП) унутар ћелије
- У унутарћелијској концентрацији може помоћи у регулисању ћелијских биоенергетских процеса, као што је митохондријално дисање.
- Екстракцелуларно, магнезијумови јони блокирају неуросинаптички пренос посредством ослобађања ацетилхолина.
- Магнезијумови јони такође могу ометати ослобађање катехоламина из надбубрежне жлезде.
- Магнезијум је и један од ендогених ендокриних модулатора катехоламинске компоненте физиолошког стресног одговора.

## Хомеостаза магнезијума
Укупни садржај телесног магнезијума у просечне одрасле особе износи 25 g или 1000 mmol. Приближно 60% телесног магнезијума присутно је у костима, 20% је у мишићима, а још 20% у меким ткивима и јетри.
Приближно 99% укупног магнезијума у телу је интрацелуларно или депоновано у костима, са само 1% је присутано у међућелијском простору. Седамдесет посто магнезијума налази се у плазми као јононизовано или као комплексне соли (нпр оксалати, фосфати, цитрати) и доступних за гломеруларну филтрацију, док је 20% везано за протеине.
Нормална концентрација магнезијума у плазми је 1,7-2,1 mg/dl (0,7-0,9 mmol или 1,4-1,8 mEq/ L), а главни контролни фактори хомеостазе магнезијума су гастроинтестинална апсорпција и излучивање бубрегом.
Просечна исхрана у развијеним земљама света садржи приближно 360 mg (15 mmol или 30 mEq) магнезијјума. Да би здрави појединци ли у равнотежу од 0,15-0,2 mmol/kg//d. Магнезијум је распростањен у природи и посебно је богат његов садржај у зеленом поврћу, житарицама, орашастим и сточарским производима и чоколади. Поврће, воће, месо и рибе имају средње вредности. Обрада хране и кување могу утицати на садржај магнезијума, због чега је висок проценат популације уноси магнезијума мањи од дневни потреба.
Концентрација магнезијума у плазми одржава се у уским границама. Екстрацелуларни магнезијум је у равнотежи са оним у костима и меким ткивима (бубрезима и цревима). За разлику од других јона, магнезијум се регулише различито, на један од следећа два главна начина:
- преко кости, које су главни резервоар магнезијума, процесом мења магнезијум у циркулационом простору и,[6]
- ограниченом хормонском модулацијом која се заснива на излучивању магнезијума мокраћом.[9][10][11]

Ова немогућност мобилизације магнезијума значи да у државама са негативним балансом магнезија почетни губици долазе из екстрацелуларног простора; Равнотежа у костимима почиње након неколико седмица.

## Апсорпција магнезијума
Магнезијум се углавном апсорбује у танком цреву, преко засићног транспортног система и путем пасивне дифузије кроз проток воде. Апсорпција магнезијума зависи од количине која је унета. Када је садржај дијететског магнезијума типичан, око 30-40% се апсорбује. У условима слабог уноса магнезијума (1 mmol/d), око 80% се апсорбује, док се само 25% магнезијума апсорбује када је унос висок (25 mmol/d).
Тачан механизам помоћу кога се јављају промене у делимичној апсорпцију магнезијума тек треба утврдити. Вероватно је овим процесом апсорбован само јонизовани магнезијум. Повећани луминални фосфат или масноћа може да преципитира магнезијум и смањи његову апсорпцију.
У цревима калцијум и магнезијум утичу на апсорпцију магнезијума и калцијума, тако што унос калцијума може смањити апсорпцију магнезијума, а умањење магнезијума може повећати апсорпцију калцијума. Изгледа да паратиреоидни хормон повећава апсорпцију магнезијума. Глукокортикоиди, који смањују апсорпцију калцијума, повећавају транспорт магнезијума. Витамин Д може повећати апсорпцију магнезијума, али његова улога је контроверзна.

## Патофизиологија

### Сродни метаболички поремећаји
Хипокалијемија је уобичајени поремећај код пацијената са хипомагнеземијом који се јавља у 40—60% случајева. То је делом узроковано и основним поремећајеми који узрокују губитак магнезијума и калијума, укључујући ту и терапију диуретицима и дијареју (пролив).
Механизам хипокалијемије изазване хипомагнеземијом односи се на унутрашња биофизичка својства медуларних бубрежних канала бубрега који посредују у секрецији К+ у дисталном делу нефрона. Бубрежни канали представљају прву од 7 подфамилија које чине породицу калијумских канала у организму коректора трансмембранске пумпе. Канали су означени као уводни коректори јер имају већу унутрашњу проводљивост калијумових јона него што се то врши спољашњом проводљивошћу код негативних мембранских потенцијала (ако су екстерне и унутрашње концентрације К + еквивалентне).
Механизам ове диференцијалне проводљивости је резултат везивања и накнадног цитоплаземског блокирања кретања јона К + преко спољашњег регулатора магнезијума у цитоплазми и полиамина. Смањење интрацелуларног магнезијума (у одсуству полиамина) доводи до губитка унутрашње реактификације, чиме се узрокује већа спољашња проводљивост К + јона кроз њихове канале. Стога смањење интрацелуларне концентрације магнезијума у густом горњем делу Хенлеове петље и сабирним каналима што доводи до повећане секреције К + кроз медуларни бубрежне канале.
Докази из истраживања сугеришу да се ово трошење калијума може догодити због смањења аденозин трифосфата (АТП) изазваног хипомагнеземијом и накнадног уклањања инхибиције АТП-а у медуларним каналима који су одговорни за секрецију. .
Класични знак тешке хипомагнеземије (< 1,2 mg/dL) је хипокалцемија. Механизам је мултифакторски. Функција паратироидне жлезде је нарушена,( углавном због ослабљеног ослобађања паратиреоидног хормона (ПТХ). Поремећај настанка цикличног аденозин монофосфата (цАМФ) који зависи од магнезијума аденил циклазе, посредује смањеном ослобађању ПТХ.Отпорност скелета на овај хормон код недостатка магнезијума такође је имплицирана. Хипомагнеземија такође мења нормалну хетеројонску размену калцијума и магнезијума на површини костију, што доводи до повећања ослобађања магнезијума из костију и његове замене за повећани унос калцијума из серума у скелет.

## Прогноза
Хипомагнеземија је повезана са лошим исходом у неколико различитих група пацијената. У истраживању спроведеном код 21.534 пацијента на дијализи, они са најнижим серумским нивоом магнезијума (< 1,30 mEq / L) били су у највећем ризику за смртног исход (однос ризика, био је 1,63, 95% а индекс поузданости, 1,30—1,96).
Хипомагнеземија је једна од појава код пацијената са сепсом и указује на лошу прогнозу болести. Иако се докази добијени углавном из ретроградних студија, оне показују значајну повезаност између хипомагнеземије и повећане потребе за механичком вентилацијом, дужим боравком у јединицама интензивне неге и повећаном смртношћу код ове популације пацијената.
Према прегледу клинике Мејо на узорку од 65.974 хоспитализованих одраслих пацијената, хипомагнезиемија при пријему била је повезана са повећаним морталитетом у болници. Стопа смртности је била 2,2% код пацијената са нивоима магнезија 1,5—1,69 mg/dL и 2,4% код оних са нивоима испод 1,5 mg/dL, док је морталитет код пацијената са нивоима магнезијума од 1,7—1,89 mg/dL 1,8%.